# Levente Szabó
Levente Szabó (* 6. června 1999) je maďarský profesionální fotbalista, který hraje na pozici středního útočníka za německý klub Eintracht Braunschweig a maďarský národní tým.

## Klubová kariéra
Dne 31. srpna 2021 byl Szabó na sezónu zapůjčen do týmu Budafoki MTE. Dne 14. února 2024 se Szabó přesunul na hostování do Diósgyőru.
Dne 24. května 2024 podepsal Szabó dvouletou smlouvu s Eintrachtem Braunschweig v 2. Bundeslize. Svůj první gól vstřelil 14. září 2024 při remíze 1:1 s Darmstadtem. Dne 18. října 2024 vstřelil gól při porážce 3:1 s Herthou BSC.

## Reprezentační kariéra
V maďarském národním týmu Szabó debutoval 16. listopadu 2024 v zápase Ligy národů UEFA proti Nizozemsku. V 60. minutě vystřídal Barnabáse Vargu a Nizozemsko v zápase vyhrálo 4:0.

## Statistiky

### Klubové
Platí k zápasu hranému 16. března 2025.
| Klub                   | Sezóna            | Liga                 | Liga   | Liga | Národní pohár | Národní pohár | Kontinentální | Kontinentální | Ostatní | Ostatní | Celkově | Celkově |
| Klub                   | Sezóna            | Soutěž               | Zápasy | Góly | Zápasy        | Góly          | Zápasy        | Góly          | Zápasy  | Góly    | Zápasy  | Góly    |
| ---------------------- | ----------------- | -------------------- | ------ | ---- | ------------- | ------------- | ------------- | ------------- | ------- | ------- | ------- | ------- |
| Budaörs                | 2019/20           | Nemzeti Bajnokság II | 5      | 1    | 0             | 0             | —             | —             | —       | —       | 5       | 1       |
| Budafok                | 2021/22           | Nemzeti Bajnokság II | 21     | 6    | 0             | 0             | —             | —             | —       | —       | 21      | 6       |
| Fehérvár               | 2019/20           | Nemzeti Bajnokság I  | 3      | 0    | 0             | 0             | 0             | 0             | —       | —       | 3       | 0       |
| Fehérvár               | 2020/21           | Nemzeti Bajnokság I  | 13     | 1    | 2             | 0             | 0             | 0             | —       | —       | 15      | 1       |
| Fehérvár               | 2021/22           | Nemzeti Bajnokság I  | 4      | 0    | 0             | 0             | 1             | 0             | —       | —       | 5       | 0       |
| Fehérvár               | 2022/23           | Nemzeti Bajnokság I  | 6      | 0    | 0             | 0             | 0             | 0             | —       | —       | 6       | 0       |
| Fehérvár               | 2023/24           | Nemzeti Bajnokság I  | 16     | 4    | 0             | 0             | —             | —             | —       | —       | 16      | 4       |
| Fehérvár               | Celkově           | Celkově              | 42     | 5    | 2             | 0             | 1             | 0             | 0       | 0       | 45      | 5       |
| Budafok (hostování)    | 2021/22           | Nemzeti Bajnokság I  | 21     | 6    | —             | —             | —             | —             | —       | —       | 21      | 6       |
| Kecskemét (hostování)  | 2022/23           | Nemzeti Bajnokság I  | 16     | 4    | —             | —             | —             | —             | —       | —       | 16      | 4       |
| Diósgyőr (hostování)   | 2023/24           | Nemzeti Bajnokság I  | 12     | 3    | 2             | 1             | —             | —             | —       | —       | 14      | 4       |
| Eintracht Braunschweig | 2024/25           | 2. Bundesliga        | 21     | 4    | 1             | 1             | —             | —             | —       | —       | 22      | 5       |
| Celkově v kariéře      | Celkově v kariéře | Celkově v kariéře    | 140    | 29   | 5             | 2             | 1             | 0             | 0       | 0       | 146     | 31      |

### Reprezentační
Platí k zápasu hranému 20. března 2025.
| Národní tým | Rok     | Zápasy | Góly |
| ----------- | ------- | ------ | ---- |
| Maďarsko    | 2024    | 1      | 0    |
| Maďarsko    | 2025    | 1      | 0    |
| Celkově     | Celkově | 2      | 0    |

## Úspěchy
Individuální
- Gól měsíce Nemzeti Bajnokság I: listopad 2023